# Шайдегг (Баварія)
Шайдегг (нім. Scheidegg) — громада в Німеччині, розташована в землі Баварія. Підпорядковується адміністративному округу Швабія. Входить до складу району Ліндау.
Площа — 27,40 км2. Населення становить 4251 ос. (станом на 31 грудня 2020).